# Edmund Robertson
Edmund Frederick Robertson (* 1. Juni 1943 in St. Andrews, Schottland) ist ein britischer Mathematiker und Mathematikhistoriker.

## Leben
Robertson studierte an der Universität St. Andrews und der Universität Warwick, wo er 1966 seinen Masterabschluss machte und 1968 bei Stewart Stonehewer promovierte (Classes of Generalized Nilpotent Groups). Danach war er Lecturer in reiner Mathematik an der Universität St. Andrews, ab 1984 Senior Lecturer und ab 1995 Professor. 1988 bis 1991 war er Vorsitzender der mathematischen Fakultät und 2000/01 Vorsitzender der School of Mathematics and Statistics in St. Andrews.
Als Mathematiker beschäftigt er sich mit Algebra und speziell Gruppentheorie und Computeralgebra-Methoden in der Gruppentheorie. Bekannt ist er zusammen mit John J. O’Connor (* 1945), der ebenfalls Mathematik in St. Andrews lehrt, als Gründer und Betreiber des MacTutor-Mathematikarchivs („MacTutor History of Mathematics archive“), einer sehr umfangreichen Sammlung von Online-Biographien von Mathematikern (mit Fotos und Literaturangaben) und Materialien zur Mathematikgeschichte. Dafür erhielt er mit O’Connor 1994 den European Academic Software Award und mehrere andere Preise. Das Archiv zur Mathematikgeschichte ist aber nur Teil eines größeren mathematikpädagogischen Software-Angebots der beiden Autoren.
Seit 1997 ist er Fellow der Royal Society of Edinburgh und wurde 2015 zusammen mit O’Connor von der London Mathematical Society für seine Arbeit am MacTutor-Mathematikarchiv mit dem Hirst-Preis ausgezeichnet.